# Gorkuničevke
Gorkuničevke (lat. Simaroubaceae), malena biljna porodica od 19 rodova koja pripada redu redu Sapindales. Rasprostranjena je po tropskim predjelima Amerike, Afrike i Azije i sjeveroistočnog priobalja Australije i Japana.
Dobro poznati rodovi su kvasija (Quassia), gorko drvo (Picrasma), pajasen (Ailanthus, vrsta Ailanthus altissima) i simarouba. Ekstrakt iz drveta Quassia amara koristi se u medicini.

## Opis porodice
Simaroubaceae, je porodica cvjetnica, u redu Sapindales, koja se sastoji od 25 rodova pantropskog drveća, uključujući Ailanthus, ili “stablo neba” (q.v.). Članovi obitelji imaju listove koji se izmjenjuju duž stabljike i sastoje se od niza listića poredanih duž osi. Većina vrsta ima male cvjetove, gorku koru i mesnate plodove koji su ponekad krilati. Nebesko drvo često se sadi kao ukras duž gradskih ulica jer je otporno na dim i insekte. Preferiraju se ženske biljke jer muški cvjetovi ispuštaju neugodan miris. Nekoliko sorti ima šarene, uvijene plodove i obojene peteljke. Kora vrsta iz rodova Quassia i Picrasma daje kvasiju, gorku tvar koja se koristi u liječenju. “Razapeti trn” (Castela emoryi) porijeklom je iz pustinja jugozapadnog Sjedinjenih Država.

## Rodovi
- Tribus Casteleae Bartl.
  - Castela Turpin  (18 spp.)
  - Holacantha A. Gray (2 spp.)
  - Picrasma Blume (12 spp.)
- Tribus Ailantheae Meisn.
  - Ailanthus Desf.  (6 spp.)
- Tribus Leitnerieae Baill.
  - Leitneria Chapm.  (2 spp.)
  - Brucea J.F. Mill. (6 spp.)
  - Laumoniera Noot., 1987  (1 sp.)
  - Soulamea Lam., 1783 [1785] (13 spp.)
  - Amaroria A. Gray (1 sp.)
- Tribus Simaroubeae Dumort.
  - Nothospondias Engl. (1 sp.)
  - Picrolemma Hook.f. (2 spp.)
  - Quassia L. (2 spp.)
  - Samadera Gaertn. (4 spp.)
  - Eurycoma Jack  (3 spp.)
  - Odyendea Pierre ex Engl. (2 spp.)
  - Hannoa Planch. (2 spp.)
  - Perriera Courchet (2 spp.)
  - Gymnostemon Aubrev. & Pellegr. (1 sp.)
  - Iridosma Aubrév. & Pellegr. (1 sp.)
  - Pierreodendron Engl. (1 sp.)
  - Gumillea Ruiz & Pav. (1 sp.)
  - Simaba Aubl. (9 spp.)
  - Simarouba Aubl. (6 spp.)

### Sinonimi
- Aeschrion Vell. = Picrasma Blume
- Cedronia Cuatrec. = Picrolemma Hook.f.
- Gumillea Ruiz & Pav. = Picramnia Sw.
- Holacantha A.Gray = Castela Turpin
- Laumoniera Noot. = Brucea J.F.Mill.
- Samadera Gaertn. = Quassia L.

## Sinonimi
- Ailanthaceae J. Agardh
- Castelaceae J. Agardh
- Holacanthaceae Engler
- Leitneriaceae Benth.
- Quassiaceae Bertolini
- Simabaceae Horaninow
- Soulameaceae Endlicher